# Tmarus formosus
Tmarus formosus är en spindelart som beskrevs av Cândido Firmino de Mello-Leitão 1917. 
Tmarus formosus ingår i släktet Tmarus och familjen krabbspindlar. Inga underarter finns listade i Catalogue of Life.